# Vladimir 1. af Kijev
Vladimir Svjatoslavitj (gammel østslavisk: Володимѣръ Свѧтославичь, Volodiměrъ Svętoslavičь; norrønt Valdamarr gamli; født ca. 958, død 15. juli 1015), også kaldet Vladimir den Hellige var fyrste af Novgorod og storfyrste af Kijev og regent i Kijevriget fra 980 til 1015 som Vladimir 1. af Kijev.
Vladimir var søn af fyrst Svjatoslav 1. af Kijev og en del af Rurikslægten. Efter faderens død i 972 måtte Vladimir, da på det tidspunkt var fyrste i Novgorod, flygte til Skandinavien i 976 efter hans bror Jaropolk dræbte hans anden bror, Oleg af Drelinia og tog magten i Rus'. I Sverige samlede Vladimir med hjælp fra sit familiemedlem Ladejarl Håkon Sigurdsson, der var regent i Norge, en hær af væringer og generobrede Novgorod fra Jaropolk. I 980 havde Vladimir samlet sit rige til et område, der omfatter nutidens Hviderusland, store områder af Rusland, Ukraine og områder i Baltikum og havde sikret rigets grænser mod invasioner fra bulgarere, baltiske stammer og nomader fra øst. Vladimir var oprindelig en tilbeder af slavisk hedenske guder, men konverterede til kristendommen i 988 og kristnede befolkningen i Kijevriget. Han har derfor også navnet Sankt Vladimir.

## Opstigen til magten
Vladimir blev født i 958 som yngste søn af Svjatoslav 1. af Kijev og dennes konkubine Malusja. Malusja er beskrevet i sagaerne som en sandsigerske, der blev 100 år. Malusjas bror Dobrynja blev Vladimirs mentor og mest betroede rådgiver. Hagiographansk tradition af tvivlsom oprindelse knytter også hans barndom til bedstemoren Olga af Kijev, der var kristen og styrede hovedstaden under Svjatoslavs hyppige militære felttog.
Svjatoslav flyttede i 969 sin hovedstad til Perejaslavets i det nuværende Rumænien og gjorde i den forbindelse Vladimir til hersker over Stor-Novgorod, men gav Kijev til sin "ægte" søn Jaropolk. Da Svjatoslav blev dræbt i 972, opstod en arvefølgekrig i 976 mellem Jaropolk og dennes yngre bror Oleg, hersker over Drevljanerne. Vladimir flygtede i 977 til sin slægtning Håkon Sigurdsson, hersker af Norge, hvor han samlede en leding af nordiske krigere til at genindtage Novgorod. Han drog med sin hær mod Jaropolk året efter. På vej mod Kijev sendte han ambassadører til Rogvolod (norrønt: Ragnvald), fyrste af Polotsk, for at bede om Rogvolods datters (Rognedas (norrønt: Ragnhild)) hånd. Den fyrstelige prinsesse afviste at lade sig gifte med en søn af en ufri, ligesom hun var forlovet til Jaropolk. Da Vladimir fik beskeden om det mislykkede frieri, angreb han Polotsk, tog Ragnhild til sin hustru og dræbte hendes forældre. Polotsk var en vigtig fæstning på vejen til Kijev, og erobringen af Polotsk og Smolensk gjorde det muligt af erobre Kijev i 978, hvor han dræbte Jaropolk og herefter blev udråbt til knjaz af hele Kijevriget.

## De hedenske år
Vladimir fortsatte udvidelsen af riget udover farens i forvejen store rige. I 981 overtog han de røderussiske byer fra polakkerne; i 981-982 undertrykte han en vjatitsjensk opstand; i 983 overvandt han jotvingerne; i 984 besejrede han radimikkerne; og i 985 foretog han et felttog mod volgabulgarerne, hvorunder han etablerede adskillige fæstninger og kolonier undervejs.
Selvom kristendommen havde spredt sig under Olegs regeringstid, var Vladimir forblevet hedning og havde bl.a. 800 konkubiner og adskillige hustruer og opførte mange hedenske statuer og templer til hedenske guder.
Vladimir forsøgte formentlig af reformere den slaviske religion i et forsøg på at identificere sig med de forskellige guder, der blev tilbedt af hans undersåtter. Han opførte et tempel på en bakke i Kijev til tilbedelse af seks guder: Perun, guden for torden og krig (en nordisk gud, der blev tilbedt af mange blandt fyrstens følge (drusjina)), de slaviske guder Stribog og Dasjbog, gudinden Mokosh, der repræsenterer Moder Natur, der blev tilbedt af finske stammer, guderne Khors og Semargl, der begge havde iransk oprindelse.

## Kristningen af Kijevriget
Ifølge Nestorkrøniken, der beskriver begivenhederne i Kijevriget op til år 1100, sendte Vladimir i 987, efter konsultation med sine bojarere, udsendinge ud i verden for at studere de øvrige store religioner på den tid: Islam, romersk katolicisme, jødedommen og den græske (byzantinske) ortodoksi.
Udsendingene til de muslimske Volgabulgarske rige vendte tilbage og berettede, at der blandt muslimerne ingen glæde var, kun sorg og stank. Islam blev vurderet som uegnet grundet forbuddet mod alkohol og svinekød. Vladimir bemærkede: "At drikke er alle russeres glæde. Vi kan ikke leve uden den fornøjelse." Ukrainske og russiske kilder beskriver også Vladimirs samtaler med udsendingene, der havde undersøgt jødedommen, hvor Vladimir afviser jødedommen som religion, da tabet af Jerusalem var bevis på, at Gud havde vendt ryggen til jøderne.
Udsendingene så ingen skønhed i de germanske kirker, men i Konstantinopel, hvor udsendingene havde overværet de største ritualer i den byzantinske kirke, fandt de deres ideal: "Vi vidste ikke længere om vi var i himlen eller på Jorden … Vi ved blot, at Gud er blandt disse mennesker og at deres gudstjenester er smukkere end blandt andre nationers”, med en guddommelig liturgi i Hagia Sophia, "af en sådan skønhed, som vi end ikke kan beskrive." Vladimir var imponeret over udsendingenes beskrivelser.
Da Vladimir i 988 havde erobret byen Chersonesos på Krim, forhandlede han med den byzantinske kejser Basil 2. om ægteskab med dennes søster Anna. Aldrig tidligere havde en byzantinsk kejserlig prinsesse og en af slægten Porfyrogenitos ægtet en barbar, og tidligere ægteskabstilbud fra tyske og franske konger og kejsere var blevet afslået. Det forekom umuligt, at en 27-årig prinsesse skulle ægte en hedensk slav. Vladimir lod sig imidlertid døbe i Chersonesos og tog det kristne navn Basil som et kompliment til sin kejserlige svoger, og han blev herefter gift med Anna. Han vendte herefter tilbage til Kijev i triumf, hvor han gik i gang med at kristne sit rige. Han ødelagde de hedenske templer og monumenter og byggede mange kirker, den første af disse til ære for Basileios den Store.
Arabiske kilder har en noget anden beskrivelse af forløbet. De tager afsæt i oprøret mod Basil 2., under ledelse af generalerne Bardas Skleros og Bardas Fokas den Yngre i 987. Basil 2. søgte hjælp hos Vladimir, der lovede at hjælpe den byzantinske kejser mod at få Anna til hustru. Vladimir lovede også at kristne sit folk. Da ægteskabet var aftalt, sendte Vladimir en hær på 6.000 mand, der nedkæmpede oprøret.

## De kristne år
Efter kristningen af Kijevriget nedsatte Vladimir et storråd af bojarer og gav 12 af sine sønner hver et fyrstedømme i riget. Ifølge Nestorkrøniken grundlagde han byen Belgorod i 991. I 992 drog han på felttog mod kroaterne, formentlig de hvide kroater, der levede på grænsen til det nuværende Ukraine.
I sine senere år levede han i relativ fred med sine naboer: Boleslav 1. af Polen, Stefan 1. af Ungarn og tjekken Andrik (en tvivlsom karakter ifølge Nestorkrøniken). Efter Annas død giftede han sig igen, formentlig med et barnebarn af Otto den Store.
I 1014 stoppede Vladimirs søn, Jaroslav den Vise med at betale tribut, og Vladimir samlede en hær mod sønnen. Vladimir blev imidlertid syg, formentlig på grund af alder, og døde i Berestove, der i dag er en del af Kijev. Forskellige dele af Vladimirs krop er fordelt blandt de mange kirker og helligdomme og er i dag relikvier.
I sin tid som kristen levede Vladimir efter biblens forskrifter og med velgørenhed, bl.a. gennem uddeling af mad og drikke til de fattige. Han grundlagde mange kirker og skoler, ligesom han grundlagde kirkedomstole. Under hans regeringstid var der stort set fredeligt i riget, bortset fra gentagne invasioner fra syd af de tyrkiske Petjenegier.
Under Vladimir blomstrede alle dele af økonomien i riget. Han slog mønter og skabte handelsforbindelser med rigets naboer, hvilket gav mulighed for på markederne i Kijev at sælge græsk vin, krydderier fra Bagdad og arabiske heste.

## Betydning og eftermæle
Der fejlres Sankt Vladimirs dag i den ortodokse kirke, i den luteranske byzantinske kirke og i romersk-katolske kirke den 15/28. juli.
Byen Volodymyr-Volynskij i Volodymyr-Volynskij i det nordvestlige Ukraine blev grundlagt af Vladimir og er opkaldt efter ham. Grundlæggeren af byen Vladimir i Ruslands Vladimir oblast anses oftest at være Vladimir Monomakh, men nogle forskere argumenterer for, at byen også blev grundlagt af Vladimir den Store.
Volodymyrkatedralen, en af de største katedraler i Kijev, er dedikeret til Vladimir den Store. Der er opkaldt flere ordener efter Vladimir, herunder den amerikanske 'Saint Vladimir's Orthodox Theological Seminary'.
Efter Sovjetunionens opløsning er Kijevrigets historie blevet et omdebatteret emne, hvor nationale kræfter i Rusland og Ukraine hver især søger at knytte rigets historie til den nationale russiske og ukrainske historie. Vladimir den Store anses i dag som et nationalsymbol i Rusland, Ukraine og Hviderusland.

## Galleri
- Vladimir på monumentet Ruslands årtusinde i Novgorod
- Skt. Vladimir-monumentet på Skt. Vladimir-bakken i Kijev
- Vladimir den Stores portræt på ukrainsk pengeseddel, ca. 2006